# Ted Bundy
Ted Bundy, właśc. Theodore Robert Bundy (ur. 24 listopada 1946 w Burlington, Vermont, zm. 24 stycznia 1989 w Raiford, Floryda) – amerykański seryjny morderca.
Był jednym z najkrwawszych seryjnych morderców w historii USA. W latach 1974–1978 zabił wiele młodych kobiet (potwierdzono 30, zidentyfikowano 20 z nich), zwykle przy użyciu tępego narzędzia, czasami przez uduszenie. Często wykorzystywał seksualnie swe ofiary, przed morderstwem i po morderstwie, dopuszczając się nekrofilii. Po ponad dekadzie usilnego wypierania się w końcu przyznał się do 30 zabójstw (na terenie 6 stanów), jednak ich całkowita liczba jest nieznana. Dwukrotnie udało mu się uciec z budynków wymiaru sprawiedliwości. Został skazany na śmierć i stracony na krześle elektrycznym.

## Życiorys

### Dzieciństwo i młodość
Bundy urodził się jako Theodore Robert Cowell w domu samotnej matki w Burlington, w stanie Vermont, na północnym wschodzie USA. Jego matka, Eleanor Louise Cowell była sprzedawczynią, ojca nigdy nie poznał – w akcie urodzenia podane było nazwisko Lloyd Marshall (ur. 1916), jednak później matka twierdziła, że jest nim niejaki Jack Worthington, weteran wojenny; pojawia się również sugestia, że Ted był wynikiem kazirodczego związku Louise z jej ojcem Samuelem Cowellem. Louise wraz z Tedem zamieszkała u swych rodziców w Filadelfii. By uniknąć napiętnowania związanego z posiadaniem nieślubnego dziecka, został zaadoptowany przez dziadków; przez wiele lat (aż do 1968) był wychowany w przeświadczeniu, że jego matka jest jego siostrą.
W 1950 Bundy wraz z matką wyprowadził się do miasta Tacoma w stanie Waszyngton, gdzie mieszkali ich krewni. Rok później Eleanor poznała kucharza Johnny’ego Culpeppera Bundy’ego, za którego wyszła. Syn przyjął nazwisko ojczyma.
Gdy na świat przyszła kolejno czwórka ich dzieci, Ted zajmował się rodzeństwem. Dał się poznać jako zdolny uczeń Woodrow Wilson High School, był też aktywnym działaczem lokalnego kościoła metodystów i zapalonym skautem. Mimo tego był bardzo nieśmiałym chłopcem, który nie potrafił nawiązywać przyjaźni z rówieśnikami i pozostawał samotny. W późniejszym okresie, oczekując na wykonanie wyroku śmierci, wspominał swoją fascynację przemocą i seksem. Jako nastolatek przeglądał zbiory w bibliotekach, poszukując książek o przestępstwach i tematyce kryminalnej. Koncentrował się zwłaszcza na tych, które przedstawiały przemoc o podłożu seksualnym oraz zdjęcia zwłok i gwałtów.
Bundy bardzo wcześnie rozpoczął działalność kryminalną. Jeszcze jako uczeń szkoły podstawowej dopuszczał się drobnych kradzieży w sklepach; interesował się narciarstwem, w związku z tym zawłaszczał sprzęt i fałszował bilety na wyciągi. Był dwukrotnie aresztowany jako młodociany, jednak jego rejestr kryminalny z lat młodzieńczych uległ później zatarciu.

### Lata studenckie

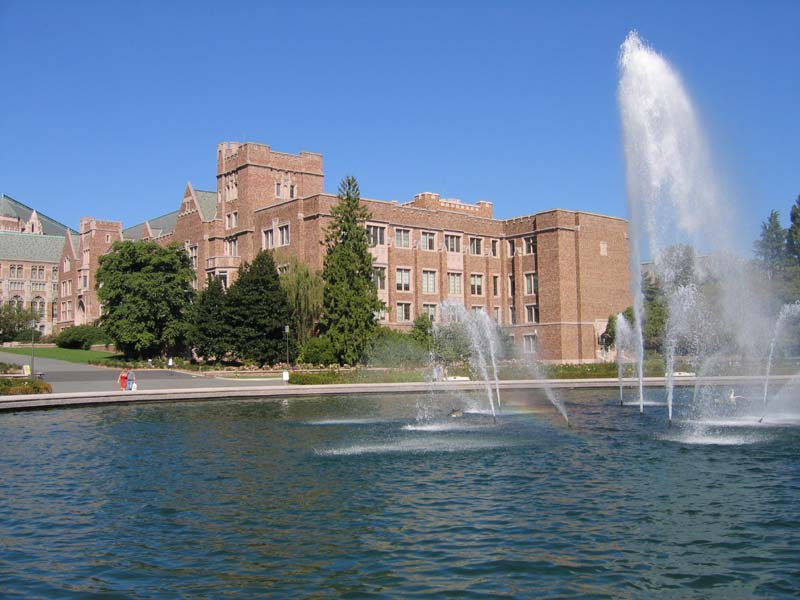
University of Washington w Seattle

W 1965 Bundy ukończył szkołę średnią i dzięki stypendium rozpoczął studia na University of Puget Sound (psychologia i orientalistyka); po dwóch semestrach przeniósł się jednak na University of Washington w Seattle. W trakcie studiów podejmował różne prace dorywcze, m.in. w sklepie. W ramach praktyki studenckiej był wolontariuszem w centrum pomocy kryzysowej dla osób skłaniających się ku samobójstwu. Poznał tam Ann Rule, reporterkę zajmująca się sprawami kryminalnymi. Rule pisała później artykuły poświęcone zbrodniom Teda, nieświadoma, że dawny młodszy kolega jest ich sprawcą.

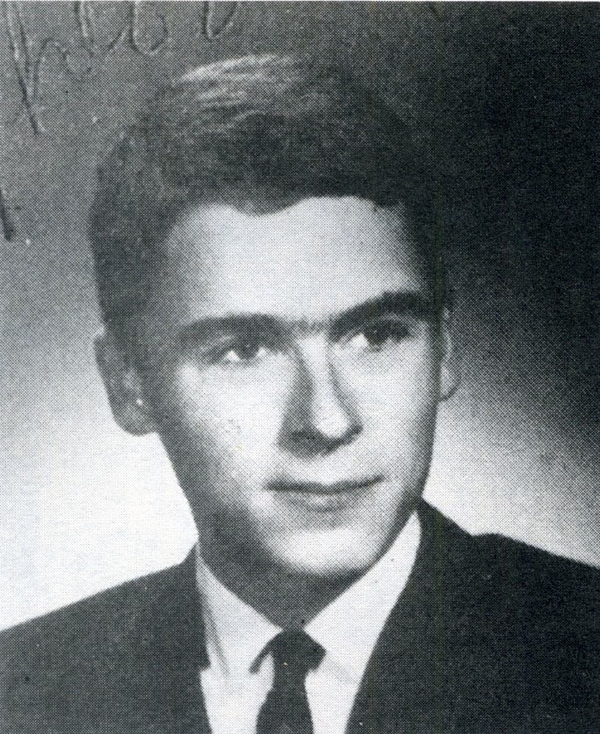
Ted Bundy (1965)

W 1967 Bundy nawiązał poważniejszy związek miłosny ze „Stephanie Brooks” (imię i nazwisko zmienione), jednak rok później dziewczyna ukończyła studia i zerwała znajomość, określając Teda jako niedojrzałego i pozbawionego wszelkich ambicji. W tym samym czasie odkrył prawdę o swojej rodzinie (inne źródła podają, że było to wcześniej). Nastąpiła w nim duża przemiana, stał się pewnym siebie i przebojowym mężczyzną. Zaangażował się w kampanię o uzyskanie nominacji prezydenckiej z ramienia Partii Republikańskiej dla Nelsona Rockefellera, wznowił studia, ciesząc się sympatią kolegów i wykładowców. W 1969 zaczął się spotykać z „Elizabeth Kendall” (nazwisko zmienione), rozwódką samotnie wychowującą córkę; związek ten trwał ponad 6 lat, aż do jego skazania w 1976 za porwanie.
W 1972 ukończył studia na uniwersytecie w Seattle i podjął pracę w stanowym biurze Republikanów; podczas kampanii wyborczej na gubernatora stanu doszło do niewielkiego skandalu z udziałem Bundy’ego – został rozpoznany, gdy podszywał się pod studenta i nagrywał spotkania wyborcze demokratycznego oponenta. W 1973 podjął studia prawnicze, które jednak porzucił wiosną 1974.
W lecie 1973 odbył podróż do Kalifornii, gdzie mieszkała „Stephanie Brooks”. Zauroczona jego nowym wcieleniem poważnego, zaangażowanego profesjonalisty, zgodziła się odnowić związek. Pod koniec roku Bundy – spotykając się w dalszym ciągu z Kendall – oświadczył się i propozycja została przyjęta. Dwa tygodnie później, krótko po Nowym Roku 1974, zaręczyny ze „Stephanie” zostały przez niego bezceremonialnie zerwane. Bundy odmówił wszelkich wyjaśnień i unikał kontaktów z byłą już narzeczoną.
Po ujęciu seryjnego mordercy zwrócono uwagę na fakt, że większość jego ofiar miała długie, proste, brązowe włosy, rozdzielone przedziałkiem pośrodku głowy, co upodabniało je do „Stephanie”.

### 1974 – stany Waszyngton i Oregon, pierwsze zbrodnie
Pierwszych morderstw Bundy dopuścił się na terenie stanu Waszyngton. Wciąż nie wiadomo, kiedy dokładnie zaczął zabijać. Wielu ekspertów w tej sprawie, w tym Ann Rule i były detektyw hrabstwa King, Robert Keppel, jest zdania, że Ted stał się mordercą, będąc jeszcze nastolatkiem. Ośmioletnia Anne Marie Burr z Tacomy, mieszkająca w sąsiedztwie Bundych, zaginęła bez śladu w 1961, gdy Ted miał 14 lat. Bundy, mimo że przyznał się do wielu innych morderstw, w tym przypadku zdecydowanie zaprzeczył. Dzień przed egzekucją przyznał się swojemu prawnikowi, że po raz pierwszy porwał kobietę w 1969, zaś zabił w 1972. Przez wiele lat był podejrzany o morderstwo kobiety w grudniu 1973, jednak analiza DNA pozwoliła na ujęcie prawdziwego sprawcy w 2002. Wiadomo, że co najmniej kilku kobietom, potencjalnym ofiarom, które planował i próbował uprowadzić, udało się szczęśliwie uniknąć ataku i porwania.
Najwcześniejsze zabójstwo, do jakiego się przyznał i które udowodniono, miało miejsce w 1974. Dopuścił się go więc w wieku dwudziestu siedmiu lat. Jednak jeden ze znajomych Bundy’ego już w 1973 widział kajdanki na tylnym siedzeniu jego beżowego volkswagena (model Garbus), wyprodukowanego w 1968, którego Bundy był właścicielem od 1969 do 1975. Wyjął ze swojego samochodu przednie siedzenie pasażera, aby łatwiej ukryć i przewozić ciała. Kolejne zbrodnie popełniał z częstotliwością mniej więcej miesięczną. Przyszłe lata miały pokazać, że był bardzo sprytnym i przebiegłym przestępcą.
Krótko po północy 4 stycznia 1974 Bundy włamał się do sypialni osiemnastoletniej tancerki i studentki University of Washington „Joni Lenz” (imię i nazwisko zmienione) i zadał jej kilka silnych ciosów w głowę metalowym prętem wyrwanym z ramy łóżka. Dziewczyna została znaleziona następnego dnia zgwałcona, w stanie śpiączki, leżąca na łóżku w kałuży krwi, z wziernikiem ginekologicznym tkwiącym w pochwie. Przeżyła atak i wybudziła się po 10 dniach, ale odniosła trwałe uszkodzenia mózgu. Była jedną z 5 znanych policji kobiet, które przeżyły ataki Bundy’ego.

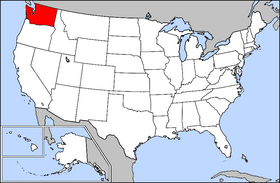
Stan Waszyngton – 8 napadniętych kobiet

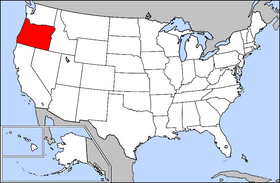
Stan Oregon – 1 napadnięta kobieta

Następną ofiarą była dwudziestojednoletnia Lynda Ann Healy, również studentka tego samego uniwersytetu. Po północy 31 stycznia 1974 włamał się do jej sypialni, pobił dziewczynę do nieprzytomności, ubrał w dżinsy i koszulę, zawinął w prześcieradło i wyniósł z pokoju. Dopiero ponad rok później znaleziono jej czaszkę i żuchwę (wraz ze szczątkami kilku późniejszych ofiar) w górach na wschód od miasta Issaquah.
12 marca 1974 w Olympii (stolicy stanu Waszyngton) Bundy uprowadził i zamordował dziewiętnastoletnią studentkę Evergreen State College, Donnę Gail Manson, zmierzającą na koncert jazzowy odbywający się na terenie kampusu. Jej zwłok nigdy nie znaleziono.
17 kwietnia osiemnastoletnia Susan Elaine Rancourt zniknęła z kampusu Central Washington State College w Ellensburgu i już więcej nie widziano jej żywej. Dwie inne studentki zeznały niezależnie od siebie, że spotkały (jedna w noc zniknięcia Susan, druga trzy dni wcześniej) człowieka z ramieniem w gipsie, który prosił je, by pomogły mu zanieść książki do volkswagena garbusa.
6 maja zaginęła dwudziestodwuletnia Roberta Kathleen „Kathy” Parks, ostatni raz widziana żywa na terenie kampusu Oregon State University w Corvallis, w stanie Oregon.
Bundy powrócił do stanu Waszyngton. 1 czerwca dwudziestodwuletnia Brenda Carol Ball, pierwsza ofiara Bundy’ego niebędąca studentką, wyszła z baru The Flame Tavern w mieście Burien, by zniknąć bez wieści na 9 miesięcy.
Rankiem 11 czerwca 1974 osiemnastoletnia Georgeann Hawkins, studentka University of Washington, wyszła z akademika swojego chłopaka, kierując się do budynku stowarzyszenia dziewcząt Kappa Alpha Theta, do którego należała. Miała do przebycia dystans trzydziestu metrów, jednak nigdy nie dotarła do celu. Świadkowie informowali, że poprzedniej nocy widzieli mężczyznę z nogą w gipsie; jedna ze studentek zeznała, że wspomniany mężczyzna prosił ją o pomoc w zaniesieniu aktówki do stojącego w pobliżu auta. Niedługo przed egzekucją Bundy zeznał, że czekał na ofiarę zaczajony za siedzibą stowarzyszenia, skąd wyszedł wsparty na kulach lekarskich. Dziewczyna zgodziła się pomóc i towarzyszyła Bundy’emu do samochodu, gdzie została ogłuszona przygotowanym zawczasu łomem. Potem morderca skuł ją kajdankami i wepchnął do samochodu, by później udusić w ustronnym miejscu.

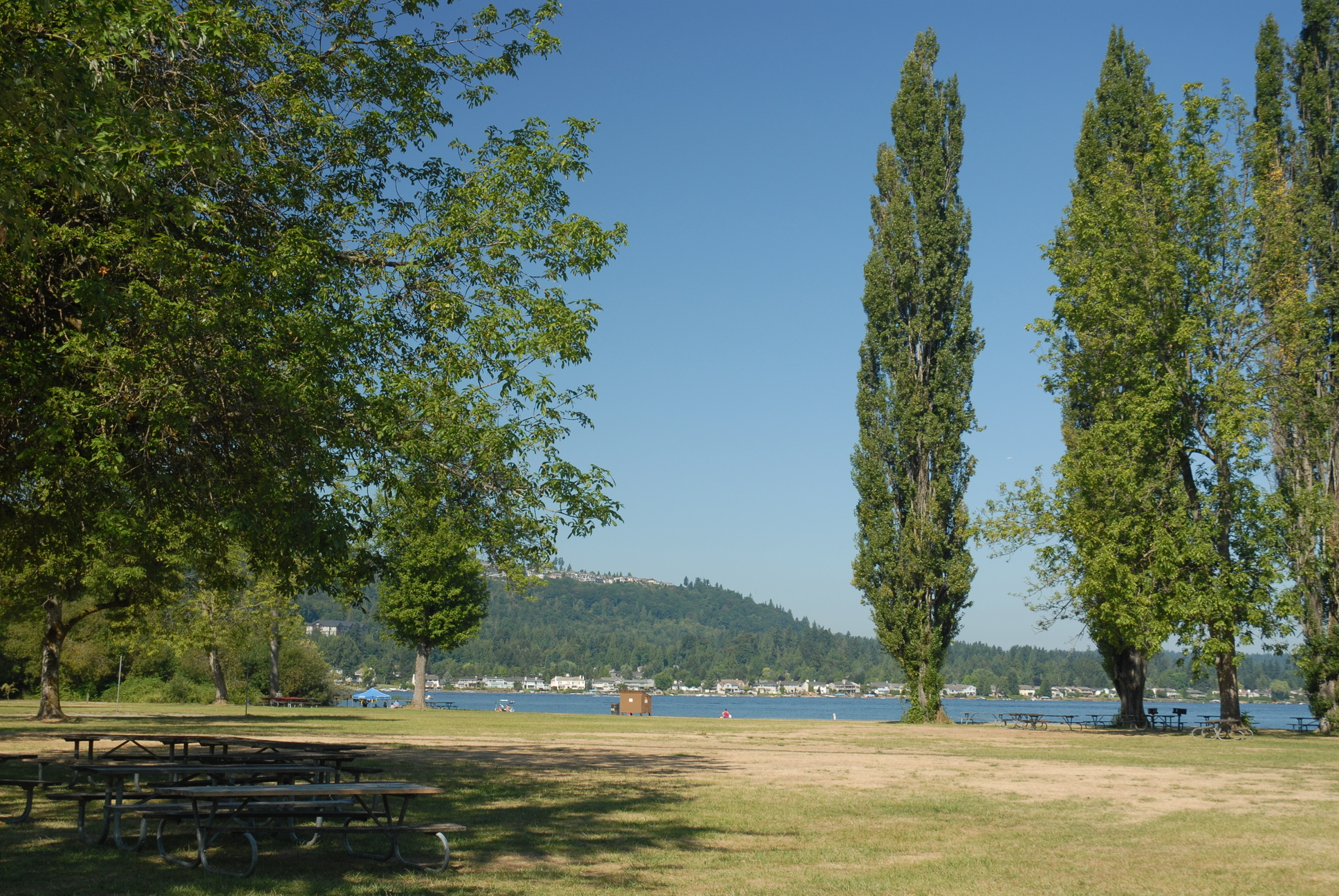
Jezioro Sammamish współcześnie

Seria morderstw doszła do punktu kulminacyjnego 14 lipca 1974. Bundy w biały dzień porwał z zatłoczonej plaży nad jeziorem Sammamish (koło Issaquah) dwie kobiety: dwudziestotrzyletnią Janice Ann Ott i dziewiętnastoletnią Denise Marie Naslund. Kilka osób zeznało później, że spotkało wtedy młodego przystojnego mężczyznę w białym stroju tenisowym, z lewą ręką na temblaku, przedstawiającego się jako Ted. Pięciu świadków to kobiety, które były proszone o pomoc w zdjęciu łódki z dachu samochodu. Inni świadkowie oświadczyli, iż widzieli mężczyznę zaczepiającego J. Ott, która potem odeszła w jego towarzystwie. Jak się później okazało, byli ostatnimi, którzy widzieli ją żywą. D. Naslund zaginęła cztery godziny później.
Po tych zdarzeniach policji udało się uzyskać dokładny opis podejrzanego i jego brązowego garbusa. Niektórzy świadkowie powiedzieli, że Ted mówił jak gdyby brytyjską odmianą języka angielskiego. Wkrótce w rejonie Seattle rozkolportowano ulotki ostrzegawcze. Rysopis został przedstawiony w lokalnej prasie i w wiadomościach telewizyjnych. Kilka osób, w tym dawna współpracowniczka A. Rule, dawny profesor psychologii, jak i ówczesna dziewczyna Bundy’ego, wskazało go jako możliwego podejrzanego. Policja nie zwróciła jednak specjalnej uwagi na te zgłoszenia, ponieważ dziennie otrzymywała do 200 informacji w tej sprawie, a Theodore Bundy był porządnym studentem prawa.
Na szczątki J. Ott i D. Naslund przypadkowo natknęli się myśliwi 7 września 1974, w lesie niedaleko jeziora Sammamish, w pobliżu autostrady międzystanowej nr 90. Odnaleziono tam również żeńskie kręgi i kość udową, prawdopodobnie należące do G. Hawkins, jak twierdził Bundy krótko przed swoją egzekucją. Pomiędzy 1 a 3 marca 1975 w pobliżu w górach Taylor odnaleziono czaszki i żuchwy 4 ofiar: L.A. Healy, S. Rancourt, K. Parks i B. Ball. Po latach Bundy zeznał, że porzucił tam również bezgłowe ciało D. Manson, którą zwabił do swojego samochodu podstępem z kulami lekarskimi, ogłuszył łomem, wywiózł, a następnie zgwałcił i udusił, jednak ciało nie zostało nigdy znalezione.

### 1974 i 1975 – zbrodnie w stanach Idaho, Utah i Kolorado

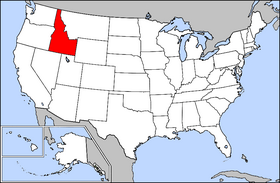
Stan Idaho – 2 napadnięte kobiety

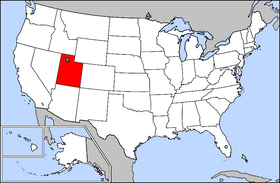
Stan Utah – 6 napadniętych kobiet

Przed egzekucją Bundy wyznał, że 2 września 1974 w sąsiednim stanie Idaho zabrał nastoletnią autostopowiczkę. Następnie zgwałcił ją i udusił. Jej tożsamości nie udało się ustalić, jak również nigdy nie odnaleziono ciała.
Jesienią 1974 Bundy przeniósł się do nieodległego stanu Utah, gdzie zaczął uczęszczać na zajęcia z prawa na University of Utah w stolicy stanu, Salt Lake City. Również tam został członkiem Kościoła Jezusa Chrystusa Świętych w Dniach Ostatnich lub mormonów. Zbrodniczą działalność na terenie tego stanu rozpoczął już w październiku 1974.
2 października zaginęła tam w mieście Holladay szesnastoletnia Nancy Wilcox. Bundy zeznał później, że wyszedł z domu w celu stopniowego „wyhamowywania” swego patologicznego zachowania i miał zamiar jedynie dokonać gwałtu, a nie morderstwa. Zobaczył Wilcox, gdy szła ciemną ulicą, i bez wcześniejszego planowania zaatakował ją i wciągnął w zadrzewiony obszar. Tam udusił ją, jednak policji zeznał, że chciał ją jedynie uciszyć, by nie krzyczała i nie przeciwstawiała się. Jej ciała również nigdy nie odnaleziono.
18 października kolejną ofiarą była siedemnastoletnia Melissa Anne Smith, która wyszła z pizzerii w Midvale. Bundy zgwałcił ją analnie, a następnie udusił. Okazało się, że Smith była córką szefa miejscowej policji. Jej ciało znaleziono 9 dni później, a sekcja zwłok wykazała, że żyła jeszcze przynajmniej 5 dni od swego zniknięcia.
Następną ofiarą Bundy’ego stała się Laura Aime, również siedemnastolatka, która zniknęła po opuszczeniu halloweenowej zabawy w miejscowości Lehi 31 października 1974. Jej nagie ciało zostało odkryte miesiąc później w Święto Dziękczynienia przez wędrowców na brzegu rzeki w górach Wasatch. Została pobita tak, że nie można jej było rozpoznać, zgwałcona, a następnie uduszona własną skarpetką.
8 listopada w małym miasteczku Murray osiemnastoletnia Carol DaRonch ledwo uszła z życiem ze spotkania z Bundym. Nawiązał z nią kontakt w centrum handlowym, podszywając się pod oficera policji o nazwisku Roseland. Powiedział jej, że ktoś próbował włamać się do jej samochodu, i poprosił ją, aby poszła z nim na posterunek policji. Bundy zwabił ją do swojego samochodu, ale DaRonch odmówiła zapięcia pasa bezpieczeństwa. Bundy ruszył, ale wkrótce szarpnął i zaatakował oraz usiłował zatrzasnąć na jej rękach kajdanki. W trakcie szamotaniny, szczęśliwie dla zaatakowanej dziewczyny udało mu się to zrobić, zamykając obie obręcze tylko na jednym przegubie. Bundy wydobył swój łom i zadał cios w głowę DaRonch, ale dziewczynie udało się złapać go w powietrzu. Otworzyła drzwi samochodu i wyskoczyła w biegu na ulicę, wychodząc z incydentu jedynie z zadrapaniami i guzem na głowie od ciosu ciężkim narzędziem, zadanego przez niedoszłego mordercę. Była drugą ofiarą Bundy’ego, która przeżyła napaść. Z jej ubrania policja uzyskała próbkę krwi napastnika. Za to porwanie został później skazany, po raz pierwszy jako dorosły, na 15 lat pozbawienia wolności.
Około godzinę później w szkole Viewmont High School w mieście Bountiful, oddalonym od Murray o około 30 km, pojawił się dziwnie wyglądający mężczyzna. W audytorium szkoły odbywało się przedstawienie kółka aktorskiego. Dziwny mężczyzna zagadnął najpierw nauczycielkę aktorstwa, a następnie uczennicę, prosząc obie o wyjście na parking, aby zidentyfikować jakiś samochód. Obie jednak odmówiły. Przed końcem przedstawienia nauczycielka zobaczyła go jednak znowu, dyszącego, rozczochranego, z ubraniem w nieładzie. Inny uczeń widział go przyczajonego na tyłach audytorium. Sfrustrowany wcześniejszym niepowodzeniem, Bundy porwał siedemnastoletnią Debrę „Debby” Kent, oglądającą szkolne przedstawienie. Siedemnastoletnia Debbie samotnie wyszła z przedstawienia wcześniej, chciała bowiem odebrać brata, jednak jej samochód nigdy nie opuścił parkingu. Okoliczni mieszkańcy donieśli później, że słyszeli krzyki, a policja znalazła na parkingu kluczyk, pasujący do kajdanek pozostawionych na rękach C. DaRonch. Ciała Kent nigdy nie odnaleziono. Przed egzekucją Bundy wyznał, że wyrzucił zwłoki na wysypisko znajdujące się blisko miasta Fairview. Policja po intensywnym przeszukiwaniu wskazanego miejsca, znalazła ludzką rzepkę, która odpowiadała osobie wzrostu i wieku Kent. Analiza DNA wówczas jeszcze nie istniała. Była to ostatnia znana ofiara Bundy’ego w 1974.

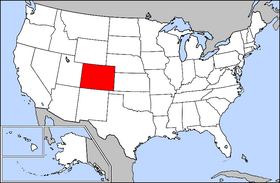
Stan Kolorado – 3 napadnięte kobiety

W 1975, wciąż studiując na University of Utah, Bundy przeniósł swoją zbrodniczą działalność do kolejnego, sąsiedniego stanu Kolorado. 12 stycznia 1975 dwudziestotrzyletnia pielęgniarka Caryn Campbell ze stanu Michigan zniknęła z hotelu Wildwood Inn w Snowmass (środkowe Kolorado), gdzie wypoczywała z narzeczonym i dwójką jego dzieci. Zaginęła na dystansie ok. 16 metrów, pomiędzy drzwiami windy a drzwiami swego pokoju. Jej ciało odnaleziono 17 lutego przy drodze niedaleko Snowmass.
15 marca zniknęła dwudziestosześcioletnia Julie Cunningham, instruktorka narciarska z Vail (Kolorado), gdy wyszła do nieodległej tawerny. Bundy wyznał, że jej ciało zakopał niedaleko miasteczka Rifle w hrabstwie Garfield, ale po badaniu terenu nie znaleziono żadnych szczątków. Przed egzekucją Bundy opowiedział ze szczegółami o tym zabójstwie. Aby zdobyć zaufanie Cunningham i zbliżyć się do niej, użył podstępu. Opierając się na kulach lekarskich, poprosił ją o pomoc w przeniesieniu butów narciarskich do samochodu. W samochodzie uderzył ją łomem i unieruchomił kajdankami, a później udusił w podobny sposób jak G. Hawkins w czerwcu 1974.
6 kwietnia 1975 zniknęła dwudziestopięcioletnia Denise Oliverson, gdy jechała rowerem do swoich rodziców w mieście Grand Junction (Kolorado). Jej porzucony rower odkryto w przejściu pod autostradą. Bundy podał szczegóły morderstwa, jednak ciała D. Oliverson również nigdy nie znaleziono.
6 maja w Pocatello, ponownie w stanie Idaho, Bundy porwał ze szkoły Alameda Junior High School dwunastoletnią Lynette Culver, w sposób podobny jak C. DaRonch. Wywabił ją ze szkolnego placu zabaw i zabrał do hotelu Holiday Inn, gdzie miał pokój. Tam zgwałcił ją, a następnie utopił. Nie wiadomo, gdzie znajduje się jej ciało.
Powrócił do Utah, gdzie 28 czerwca do grona zaginionych dołączyła ostatnia ofiara Bundy’ego w 1975, piętnastoletnia Susan Curtis z Utah. Zniknęła w kampusie Uniwersytetu Brighama Younga w Provo, podczas konferencji młodzieżowej. Do jej zamordowania Bundy przyznał się kilka minut przed egzekucją, gdy szedł do krzesła elektrycznego. Również dotychczas nie odnaleziono zwłok.
W 1975 Bundy sprzedał swojego zaniedbanego i lekko zardzewiałego volkswagena, gdy zaczęła interesować się nim policja. Później ten samochód śmierci został skonfiskowany przez policję (obecnie jest w zbiorach Crime Museum w Pigeon Forge).
W tym czasie śledczy stanu Waszyngton usiłowali zweryfikować i skrócić listę podejrzanych. Do analizy powiązań między ofiarami, zeznaniami świadków, dowodami, posiadaczami volkswagenów, nazwiskami zgłoszonymi w informacjach itd. użyto oprogramowania komputerowego. Ted Bundy znalazł się na ścisłej liście 25 głównych podejrzanych. Jego osoba została do sprawdzenia jako następna, wtedy jednak nadeszła z Utah informacja o jego aresztowaniu.

### 1975–1978 – pierwsze aresztowanie, pierwszy wyrok i dwie ucieczki
Bundy został aresztowany pierwszy raz 16 sierpnia 1975 w West Valley City (stan Utah), bowiem nie zatrzymał się do kontroli drogowej. Przeszukanie samochodu zakończyło się odkryciem maski narciarskiej (kominiarki zasłaniającej całą twarz, z otworami jedynie na oczy i usta), kolejnej maski z pończochy, rękawiczek, łomu, kajdanek, worków na śmieci, zwoju liny, oskarda, latarki i innych przedmiotów. Całość wydała się policjantom bardzo podejrzana. Uznali, że mogą to być narzędzia włamywacza, i aresztowali Bundy’ego. Spokojnie zeznał, że maski potrzebuje do jazdy na nartach, a kajdanki znalazł w kontenerze na śmieci. Śledczy z Utah powiązał Bundy’ego i jego volkswagena z porwaniem C. DaRonch, morderstwami oraz zaginięciami kobiet w Utah i Kolorado. Przeszukano jego mieszkanie. Następnie pokazano Bundy’ego C. DaRonch i świadkom ze szkoły w Bountiful, którzy rozpoznali go.
Po 14 napadach (12 ofiar śmiertelnych) w 1974 oraz 5 napadach (5 ofiar śmiertelnych) w 1975, 16 sierpnia 1975 aresztowanie przerwało rajd śmierci Bundy’ego po północnym zachodzie i centrum USA. Ciał trzech ofiar z 1974 (D. Manson, N. Wilcox, D. Kent) oraz czterech ofiar z 1975 (J. Cunningham, D. Oliverson, L. Culver i S. Curtis) nie odkryto do dzisiaj. Społeczeństwu wydawało się, że niebezpieczeństwo zostało zażegnane, jednak przyszłość miała pokazać, że Bundy jako morderca nie powiedział jeszcze ostatniego słowa.
W wyniku trwającego tydzień procesu 1 marca 1976 Bundy został skazany za porwanie C. DaRonch na 15 lat pozbawienia wolności w więzieniu stanowym Utah, bez możliwości zwolnienia warunkowego.

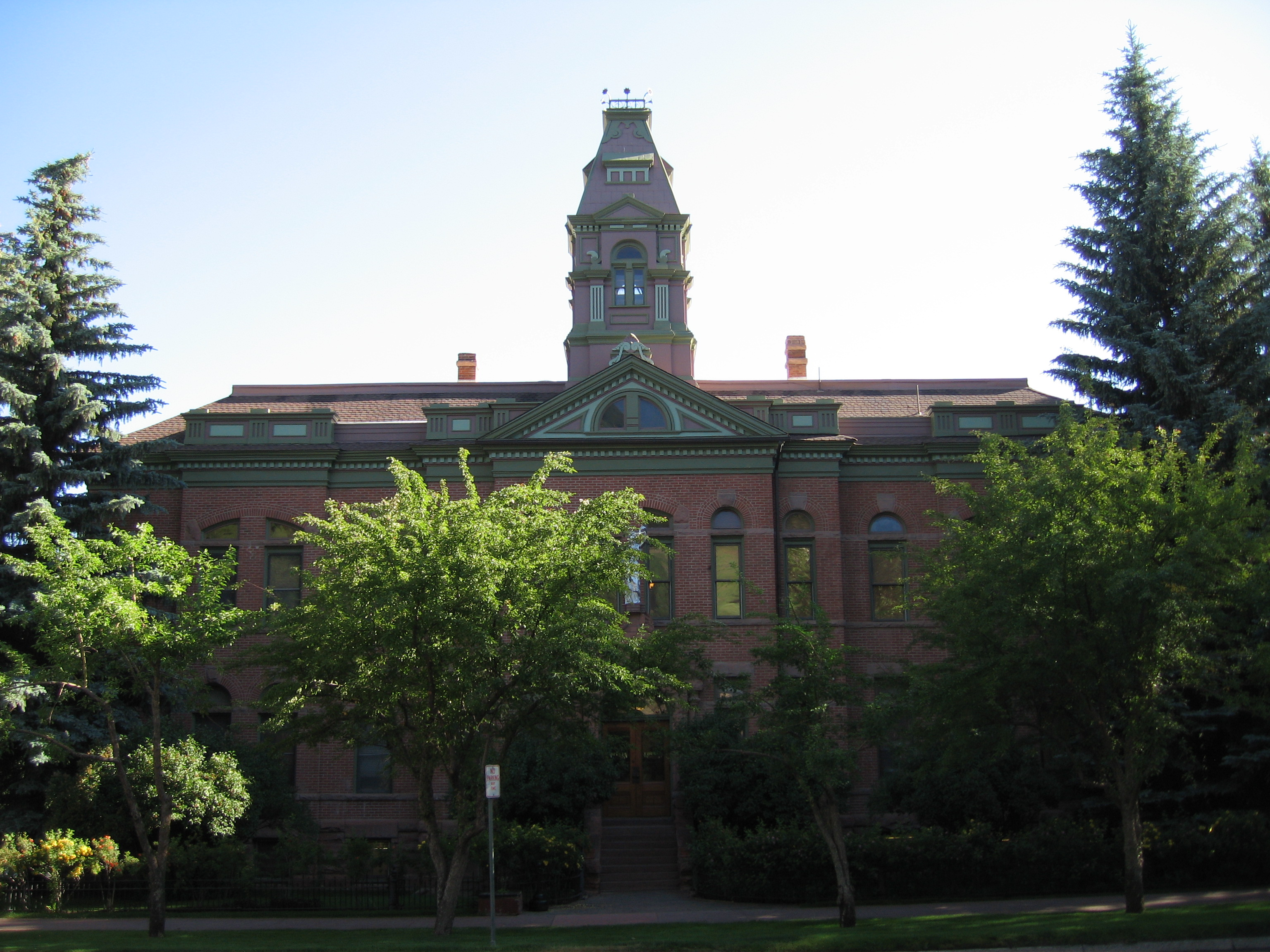
Budynek sądu hrabstwa Pitkin, w Aspen. 7 czerwca 1977 Bundy wyskoczył z drugiego okna od lewej na pierwszym piętrze i zbiegł

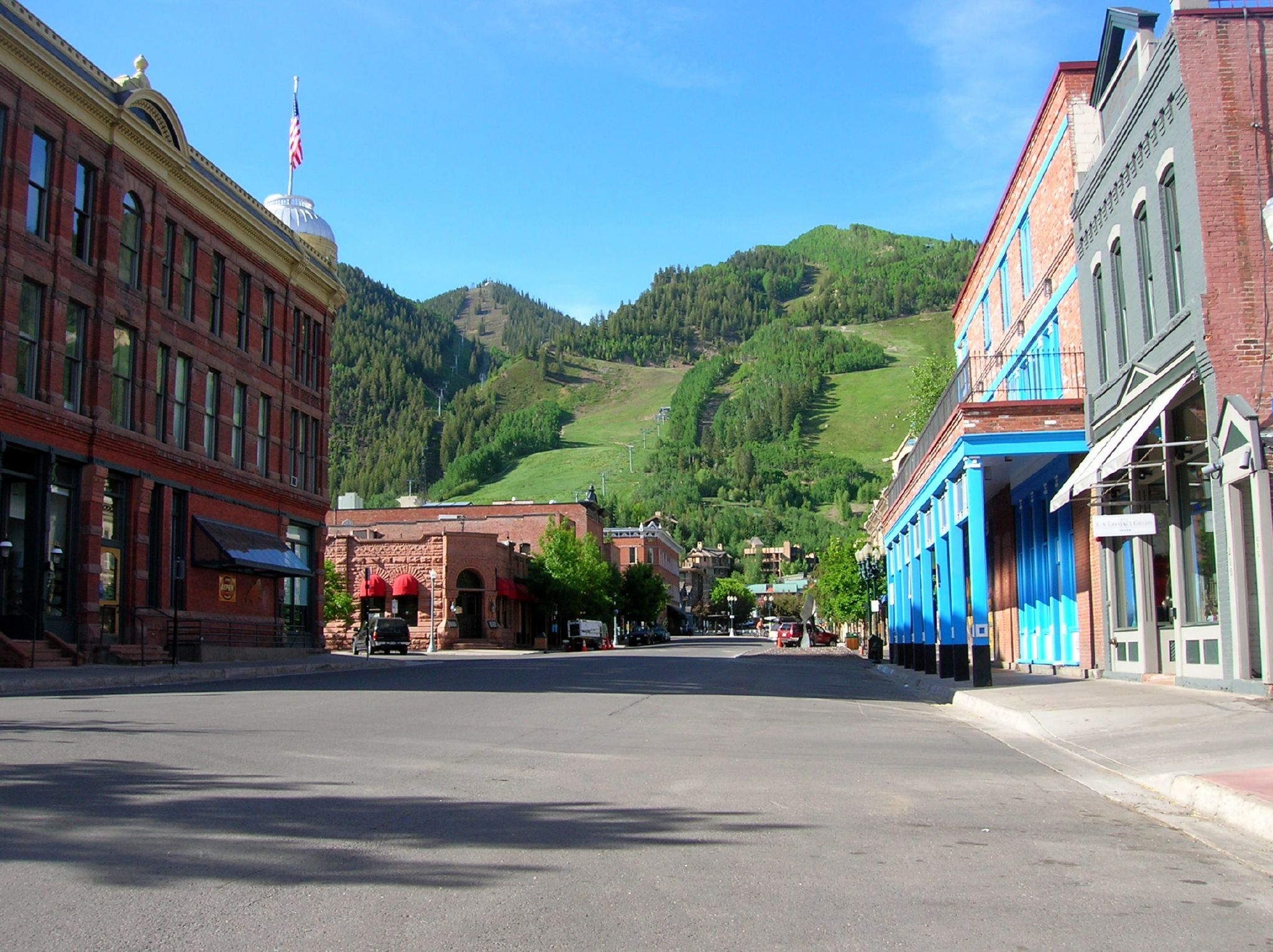
Miasto Aspen i Góry Aspen, w których ukrywał się przez 6 dób Ted Bundy

Jednocześnie toczyło się śledztwo w pozostałych sprawach. Władze stanu Kolorado ścigały go pod zarzutem morderstwa i Bundy został przekazany do Kolorado, by stanąć tam przed sądem. Zeznania narzeczonej Bundy’ego na temat jego dziwnych zachowań seksualnych, wyjść w nietypowych porach; jego znajomych, którzy widzieli go z zagipsowaną ręką, chociaż wcześniej nie wspominał o jakimkolwiek wypadku, świadków zaginięć kobiet, dowody rzeczowe (np. rachunki ze stacji benzynowych z miejscowości, gdzie zdarzały się przestępstwa, włosy zidentyfikowane jako należące do ofiar), zaczęły prezentować policji coraz dokładniejszy obraz mężczyzny prowadzącego tajemnicze, podwójne życie.
22 października 1976 Bundy został oskarżony o zamordowanie C. Campbell. Przekonany o nieudolności swoich obrońców, postanowił bronić się sam. Uzyskał zgodę na korzystanie z biblioteki sądowej. 7 czerwca 1977 w trakcie przygotowań do przesłuchań w sprawie C. Campbell został zabrany do sądu hrabstwa Pitkin, w mieście Aspen. Podczas przerwy w obradach sądu otrzymał zgodę na skorzystanie z biblioteki sądowej. Podczas wizyty w czytelni wyskoczył z okna pierwszego piętra, uszkadzając sobie jedynie kostkę prawej nogi, i zaczął uciekać. Był wolny. Początkowy bieg zamienił w swobodny spacer w góry Aspen. Niewykryty dotarł na ich szczyt, gdzie w opuszczonej chacie myśliwskiej odpoczywał przez 2 dni. Przez kolejne 2 dni wędrował bez celu w koło po górach, ponieważ stracił zdolność rozpoznawania kierunków. Przegapił 2 trasy prowadzące z gór w dół, do miasteczka Crested Butte, do którego zamierzał dotrzeć. Na swojej drodze spotkał się z uzbrojonym mężczyzną, który był jednym z przeczesujących góry w poszukiwaniu Bundy’ego, udało mu się jednak wyłgać i uniknąć zagrożenia. 13 czerwca ukradł samochód, który napotkał w górach przy jakiejś chatce. Pomimo zmęczenia, niewyspania i bólu skręconej kostki, wrócił samochodem do Aspen. Udałoby mu się uciec, gdyby jego cadillac nie został zauważony przez policjantów, ponieważ jechał bez świateł i nie utrzymywał się na swoim pasie ruchu. Policjanci zatrzymali wóz Bundy’ego, rozpoznali go i zabrali z powrotem do więzienia. Bundy przebywał na wolności 6 dób.
Bundy przetrzymywany był w więzieniu w miasteczku Glenwood Springs, gdzie oczekiwał na kolejny proces i opracowywał kolejną ucieczkę. Mimo podwyższonych środków bezpieczeństwa podjął kolejną próbę oswobodzenia się. Zdobył piłkę do metalu i gotówkę w wysokości 500 dolarów (później twierdził, że piłę otrzymał od innego osadzonego, a pieniądze zostały przemycone do zakładu przez odwiedzających go znajomych). Przez ponad 2 tygodnie wycinał spawy w suficie swojej celi, dzięki czemu utworzył niewielki otwór. Po odchudzaniu i zmniejszeniu gabarytów ciała był w stanie przecisnąć się przez ten otwór i czołgać w przestrzeni nad sufitem. Jeden ze współwięźniów poinformował strażników, że słyszał, jak Bundy porusza się i hałasuje w swojej celi przez kilka nocy przed ucieczką, jednak niczego nie odkryto. 23 grudnia 1977 została wyznaczona data rozpoczęcia i miejsce procesu w sprawie zamordowania C. Campbell. Miało to nastąpić 9 stycznia 1978 w Colorado Springs, co oznaczało, że Bundy wkrótce zostanie przetransportowany do innego więzienia. W nocy 30 grudnia 1977 Bundy ubrał się ciepło, a na swoim łóżku ułożył książki i segregatory, które nakrył swoim kocem, by wyglądało, jakby spał. Wypełzł przez otwór i przepełzł do miejsca, które znajdowało się dokładnie nad składzikiem bielizny naczelnika więzienia. Szczęśliwie dla Bundy’ego tego wieczoru naczelnika i jego żony nie było w domu. Wskoczył do ich mieszkania, by następnie opuścić więzienie przez drzwi. Był poza murami więzienia, lecz pieszo, w środku zimowej nocy. Ukradł z parkingu uszkodzony samochód marki MG i odjechał, jednak silnik zgasł w górach. Bundy utknął na poboczu autostrady międzystanowej nr 70, jakiś kierowca zabrał go do miasteczka Vail. Tam Bundy złapał autobus do Denver, gdzie wsiadł na pokład samolotu linii TWA, odlatującego o 8:55 rano do Chicago w stanie Illinois (użył pieniędzy od przyjaciół odwiedzających go w więzieniu). Ucieczka wydała się dopiero 17 godzin później, gdy Bundy był już na północnym wschodzie USA, w Chicago, prawie 2000 km od więzienia.
Bundy przebywał odizolowany od społeczeństwa przez ponad 28 miesięcy. Teraz jednak znowu był na wolności i jak pokazały wydarzenia, które miały nastąpić, znowu był bardzo niebezpieczny.

### 1978 – stan Floryda, ostatnie zbrodnie i ostateczne aresztowanie

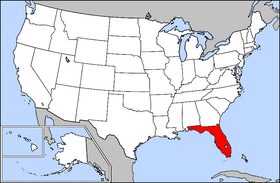
Stan Floryda – 6 napadniętych kobiet

Bundy podążał nadal w kierunku północno-wschodnim. Kolejnym etapem jego ucieczki była podróż pociągiem Amtrak do Ann Arbor w stanie Michigan, gdzie otrzymał pokój w budynku organizacji YMCA. W Ann Arbor ukradł samochód, którym ruszył na południe. Pokonał ponad 1100 km i dojechał do stanu Georgia, a następnie porzucił wóz w Atlancie, gdzie wsiadł do autobusu jadącego dalej na południe, na Florydę. 8 stycznia 1978 w stolicy stanu Floryda, mieście Tallahassee, wynajął pokój, przedstawiając się jako Chris Hagen. Floryda była piątym i ostatnim stanem na morderczym szlaku Bundy’ego. Posługiwał się skradzionymi dokumentami na nazwisko Kenneth (Ken) Misner. Dopuścił się w tym czasie wielu drobnych przestępstw: wyrywania torebek kobietom, kradzieży sklepowych i kradzieży samochodu. Nie maskował się specjalnie i nie podjął większych prób ukrycia swojej tożsamości, zapuścił jedynie wąsy i przed wyjściem na ulicę przyklejał sztuczny pieprzyk na policzku. Zamierzał zatrudnić się na budowie, jednak zrezygnował, gdy pracownik kadrowy chciał obejrzeć jego prawo jazdy, aby potwierdzić tożsamość. To była jego jedyna próba podjęcia pracy po odzyskaniu wolności.

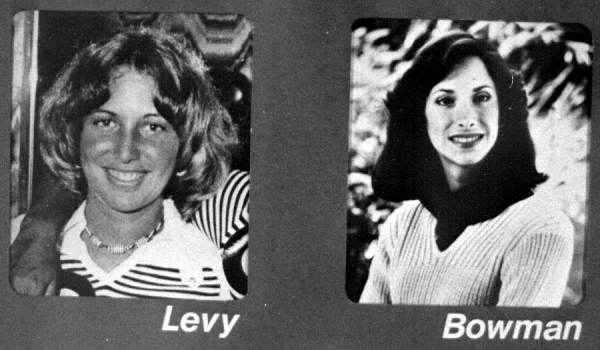
Dwie z trzech ostatnich ofiar Bundy’ego, które zginęły – studentki Lisa Levy i Margaret Bowman, styczeń 1978

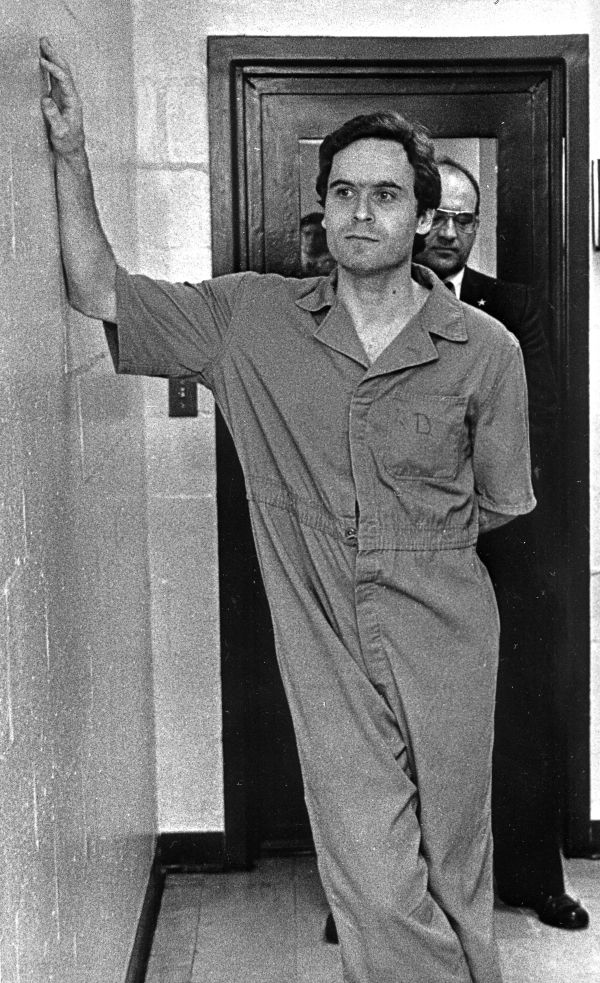
Ted Bundy w areszcie, Floryda, lipiec 1978

Od ostatniej zbrodni Bundy’ego minęło dwadzieścia dziewięć i pół miesiąca. Szesnaście dni od ucieczki, siedem dni po przyjeździe do Tallahassee, 15 stycznia 1978 około 3:00 w nocy, Bundy wdarł się do akademika bractwa Chi Omega na Florida State University mordując, gwałcąc i tłukąc, niczym w szale, jego uśpione mieszkanki. W jednym z pokoi dwudziestoletnia Lisa Levy i dwudziestojednoletnia Margaret Bowman zostały zatłuczone i uduszone, ponadto Levy była napastowana seksualnie. Bundy uderzył Bowman w głowę z taką siłą, że fragmenty kości wbiły się w mózg, silnym ciosem strzaskał prawy obojczyk Levy, pozostawił również odcisk swych zębów na jej ciele, gryząc pośladki i piersi. Ślady te stały się później ważnym dowodem przeciw Bundy’emu. Żadna z nich nie miała ran na dłoniach ani uszkodzonych paznokci, co świadczyło, że nie miały szansy obronić się przed atakiem. Następnie Bundy ruszył do innego pokoju, gdzie zaatakował dwie kolejne dziewczyny, Karen Chandler i Kathry Kleiner, które zostały poważnie okaleczone, ale obu udało się przeżyć. Były trzecią i czwartą ofiarą Bundy’ego, które przeżyły starcie z nim. Całe zajście trwało niecałe pół godziny. Po opuszczeniu akademika, tej samej nocy, Bundy włamał się do domu znajdującego się osiem przecznic od akademika. Tam brutalnie zgwałcił, pobił i okaleczył we własnym domu jeszcze jedną studentkę Florida State University, Cheryl Thomas. Była ostatnią kobietą, która miała szczęście pozostać przy życiu po napadnięciu przez Bundy’ego.
8 lutego 1978 Bundy pojechał do Jacksonville, prowadząc skradzionego vana, który był własnością Florida State University. Po drodze, na parkingu supermarketu, wytypował następną ofiarę. Nawiązał znajomość z czternastoletnią Leslie Parmenter, przedstawiając się jako Richard Burton ze straży pożarnej, ale zostawił dziewczynkę w spokoju i odszedł, gdy przyszedł jej starszy brat. Bundy dojechał do Lake City. Następnego dnia, 9 lutego 1978, uprowadził ze szkoły Lake City Junior High School, zgwałcił i zamordował swoją najmłodszą i ostatnią już ofiarę, dwunastoletnią Kimberly Leach. Jej ciało porzucił w opuszczonej szopie w Suwannee River State Park.
12 lutego ukradł kolejny samochód, volkswagena „Garbusa”, którym opuścił ostatecznie Tallahassee, kierując się na zachód. Krótko po pierwszej w nocy, 15 lutego 1978, Bundy został zatrzymany do kontroli drogowej przez policjanta z Pensacoli, Davida Lee. Gdy policjant sprawdził numery rejestracyjne pomarańczowego „Garbusa”, którym poruszał się Bundy, okazało się, że wóz był skradziony. Bundy wdał się w szarpaninę z policjantem, został jednak obezwładniony i aresztowany. Gdy policjant zabrał niezidentyfikowanego wówczas jeszcze mężczyznę do aresztu, usłyszał: Szkoda, że nie zabiłeś mnie. Rano następnego dnia, po wykonaniu porównania odcisków palców zatrzymanego z kartoteką, Bundy został zidentyfikowany jako poszukiwany morderca. Bezzwłocznie został przewieziony do Tallahassee, gdzie został oskarżony w sprawie z akademika Chi Omega.

### 1979–1989 – procesy, wyroki, ślub, walka o życie i egzekucja

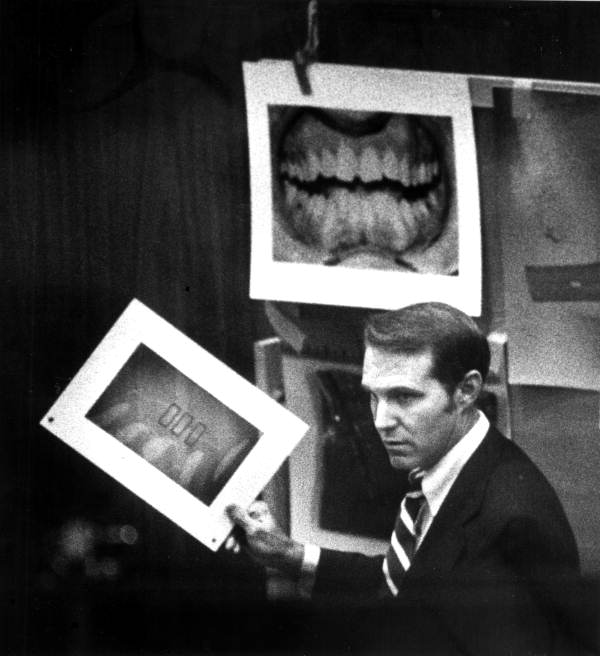
Prezentacja odcisku zębów, dowodu w sprawie Chi Omega, 1979

Proces w sprawie morderstw w akademiku Chi Omega został przeniesiony do Miami i rozpoczął się 25 czerwca, a zakończył 31 lipca 1979. Pomimo że otrzymał 5 adwokatów, Bundy występował jako własny obrońca, przesłuchując nawet świadków. Decydujące w sprawie stały się dwa dowody. Pierwszym były zeznania Nity Neary, mieszkanki akademika Chi Omega, która wracając późno z randki, zobaczyła wychodzącego Bundy’ego i rozpoznała go w sądzie. Drugim dowodem były odciski zębów na lewym pośladku L. Levy, które Bundy zostawił w czasie swego morderczego ataku szału. Policja pobrała od Bundy’ego odcisk zębów, a eksperci kryminalistyki porównali je ze zdjęciem rany Levy i potwierdzili zgodność. Został uznany za winnego stawianych mu zarzutów i skazany na śmierć za zabójstwo L. Levy i M. Bowman.

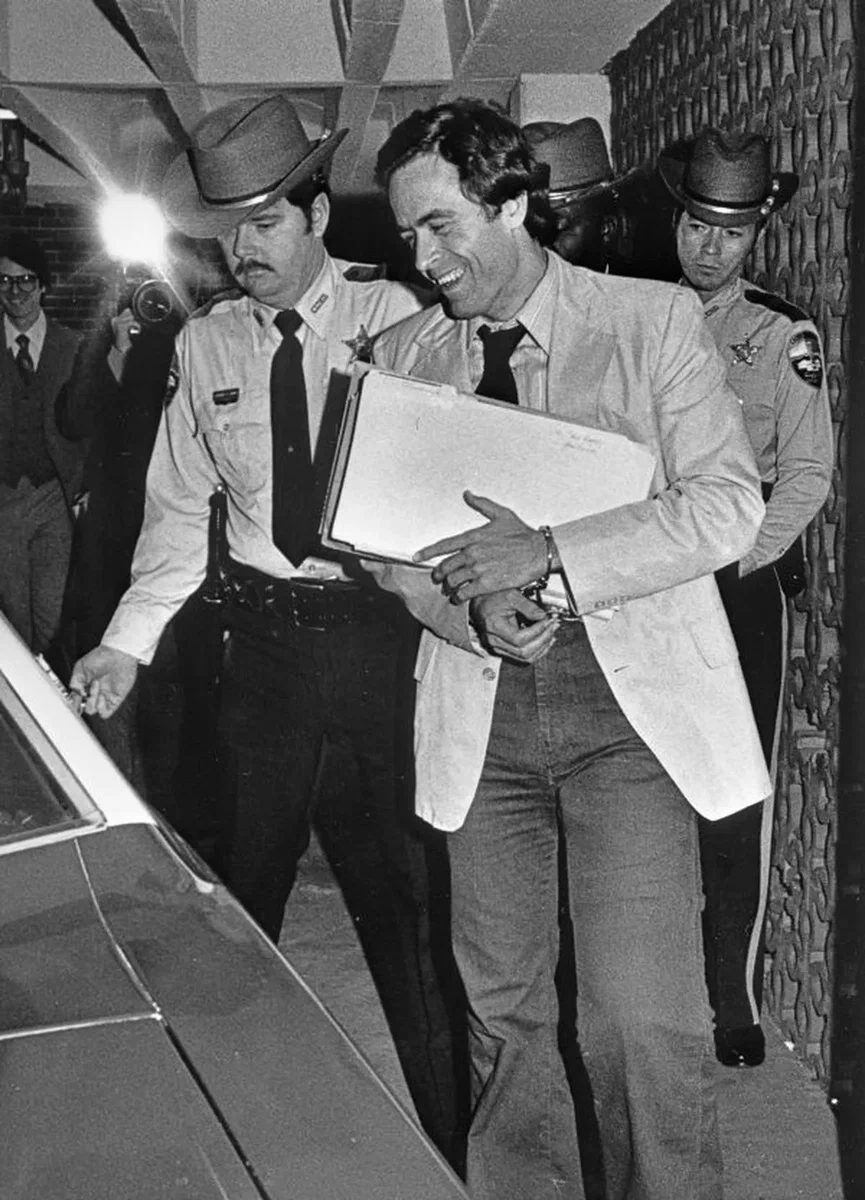
Ted Bundy w czasie procesu, 1979

W styczniu 1980 Bundy stanął ponownie przed sądem, tym razem w Orlando, w kolejnej sprawie, oskarżony o zabójstwo K. Leach, swojej najmłodszej ofiary. 7 lutego 1980 został tam uznany za winnego wszystkich zarzucanych mu czynów, głównie dzięki znalezionym w skradzionym tu również vanie włóknom, które pochodziły z odzieży K. Leach, oraz dzięki świadkom, którzy widzieli go wyprowadzającego K. Leach z terenu szkoły. Został skazany również na karę śmierci. 9 lutego 1980, podczas tego procesu, gdzie znowu występował jako własny obrońca, zgodnie z prawem stanu Floryda poślubił swoją byłą współpracownicę, Carole Ann Boone. C.A. Boone przeprowadziła się na Florydę, aby być bliżej swego ukochanego. Elokwentny i przystojny Ted Bundy cieszył się wielką popularnością wśród kobiet, o czym świadczy dwieście listów dziennie, jakie otrzymywał od fanek, przebywając w celi śmierci. Państwo Bundy otrzymali zgodę na intymne widzenia w więzieniu. W październiku 1982 C.A. Boone urodziła córeczkę, później rozwiodła się jednak z Bundym, w 1986 powróciła do stanu Waszyngton i zmieniła nazwisko swoje oraz córki.
W oczekiwaniu na wykonanie wyroku Bundy przebywał w Stanowym Więzieniu Florydy, najlepiej zabezpieczonym więzieniu dla najgroźniejszych przestępców, w miasteczku Raiford na północy Florydy. W sąsiedniej celi przebywał seryjny morderca Ottis Toole. Specjalista FBI, zajmujący się profilowaniem przestępców, opisał Bundy’ego po rozmowach z nim: Ten facet był zwierzęciem i zdziwiło mnie, że media nie mogły tego pojąć.
Również w tym samym czasie z Bundym kontaktował się bardzo często agent Zespołu Nauk Behawioralnych FBI, William Hagmaier, który zdobył jego zaufanie tak dalece, że Bundy nazywał go swoim przyjacielem. W końcu Bundy opowiedział mu wiele szczegółów swych zbrodni, w tym o morderstwach, które były jeszcze całkowicie nieznane lub niepotwierdzone.

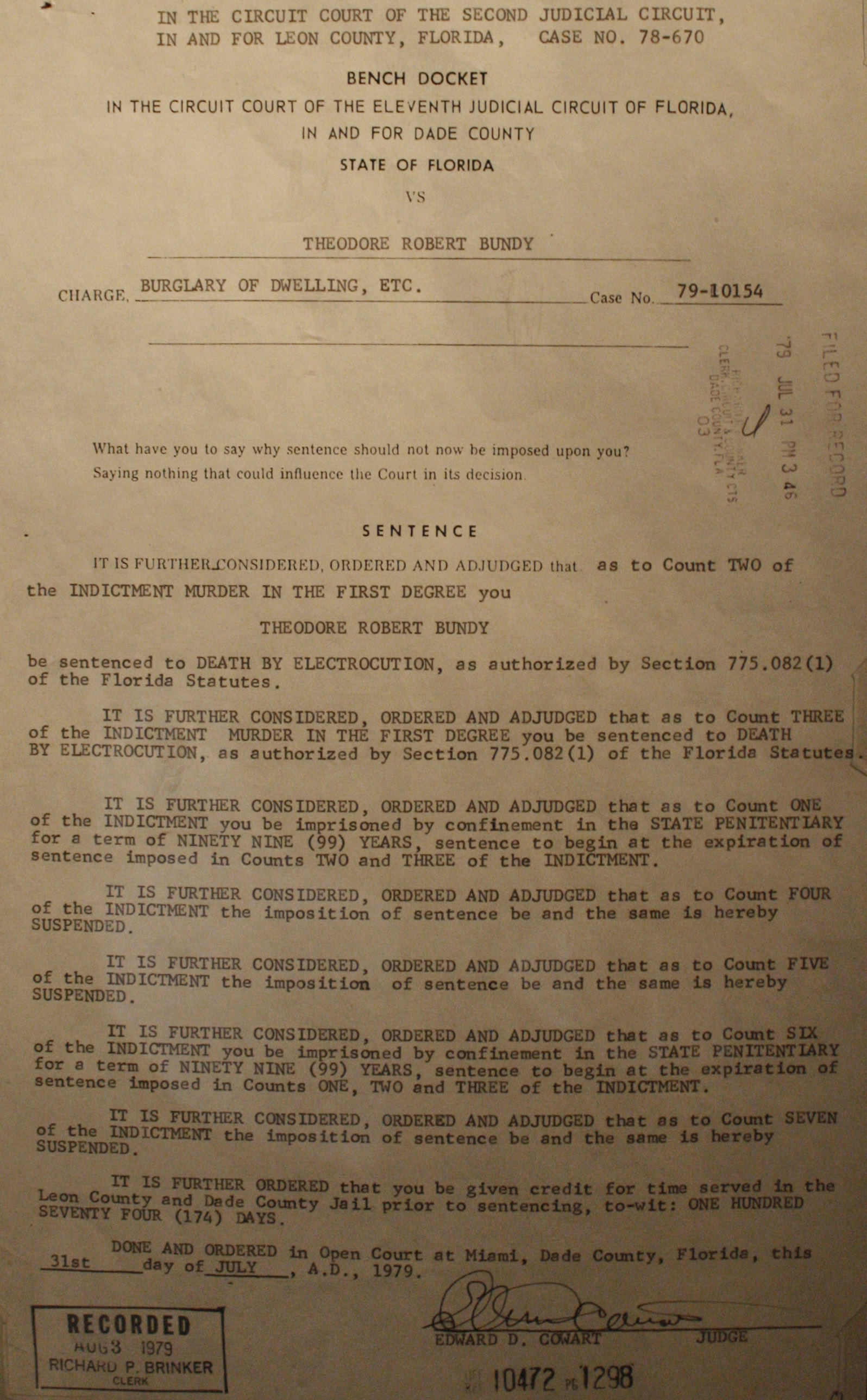
Wyrok na Teda Bundy’ego, wydany 31 lipca 1979

W październiku 1984 Bundy, licząc na możliwe opóźnienie wykonania wyroku, napisał do wspomnianego już R. Keppela (dawniej detektywa wydziału zabójstw, w tym czasie już na emeryturze), oferując swą pomoc w schwytaniu seryjnego mordercy określanego pseudonimem „Green River Killer”. Bundy proponował przeprowadzenie własnych analiz i wglądu w sprawę z użyciem własnej intuicji. Keppel i inny członek zespołu zajmującego się tamtą sprawą, Dave Reichert, odwiedzili florydzką celę śmierci, by porozmawiać z Bundym. Obaj stwierdzili później, że to co usłyszeli, było niezbyt pomocne, jeśli chodzi o schwytanie mordercy znad Green River. Dało im za to dogłębny wgląd w psychikę samego Teda i było głównie kontynuowane w nadziei poznania szczegółów, które mogłyby doprowadzić do rozwiązania spraw, o które podejrzewany był Bundy.

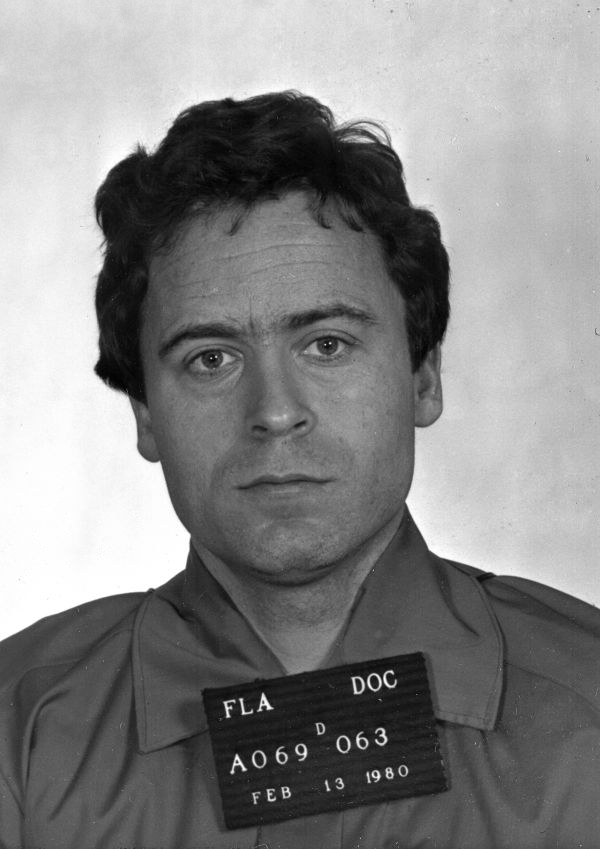
Ted Bundy, zdjęcie z kartoteki policyjnej, 13 lutego 1980

Bundy składał apelacje od wyroku i uniknął egzekucji w dniach 4 marca 1986, 2 lipca 1986 i 18 listopada 1986, jednak wyczerpały się już wszystkie możliwości. Ponieważ nieuchronnie zbliżała się egzekucja, przyznał się do kolejnych ośmiu nierozwiązanych morderstw w stanie Waszyngton, w których był głównym podejrzanym. Przyznał się również do morderstw w stanach Idaho, Utah i Kolorado, licząc na wstrzymanie wykonania kary lub możliwość ułaskawienia i zamiany kary śmierci na karę dożywotniego pozbawienia wolności. Adwokat Bundy’ego zwrócił się do rodzin niektórych jego ofiar, aby przesłały faksem do gubernatora stanu Floryda prośby o łaskę dla Bundy’ego, który w zamian miał wyznać, gdzie znajdują się szczątki ich bliskich. Wszystkie rodziny jednak odmówiły. Keppler i inne osoby informowały, że Bundy podawał skąpe szczegóły swoich zbrodni i obiecał ujawnić więcej oraz miejsca porzucenia zwłok, jeśli dostanie więcej czasu. Ten chwyt nie odniósł jednak oczekiwanego skutku.
W noc poprzedzającą stracenie Bundy udzielił nagrywanego wywiadu doktorowi Jamesowi Dobsonowi, psychologowi i założycielowi chrześcijańsko-ewangelikalnej organizacji Focus on the Family. W tym wywiadzie powtórzył przyznanie się do pornograficznych korzeni swoich zbrodni.
Według agenta W. Hagmaiera Bundy rozważał odebranie sobie życia, zanim nastąpi egzekucja. 24 stycznia 1989 o godzinie 7:06 rano, w więzieniu stanowym Florydy w Raiford, 42-letni Ted Bundy został stracony na krześle elektrycznym, zwanym „Old Sparky”. Jego śmierć oficjalnie stwierdzono o godzinie 7:16.

## Modus operandi i profil ofiar
Całkowita liczba ofiar Bundy’ego nie jest znana i nigdy nie uda się podać jej dokładnie. Cechował go dosyć stały sposób działania. Szukał i zbliżał się do potencjalnych ofiar w miejscach publicznych, nawet pełnych ludzi, także w dzień – jak miało to miejsce w przypadku uprowadzenia J. Ott oraz D. Naslund nad jeziorem Sammamish lub K. Leach ze szkoły. Zaufanie przyszłych ofiar zdobywał w różny sposób: udając osobę z unieruchomioną kończyną, potrzebującą pomocy (morderstwa: G. Hawkins, S. Rancourt, J. Ott, D. Naslund i J. Cunningham) lub podając się za przedstawiciela władzy: policjanta (C. DaRonch) czy inspektora straży pożarnej (nieudana próba porwania 8 lutego 1978 nastolatki L. Parmenter, dzień przed zamordowaniem K. Leach).
Popełnianie przestępstw ułatwiała Bundy’emu miła aparycja. Wykorzystywał swój urok osobisty i atrakcyjny wygląd by wzbudzić zaufanie swojej ofiary. Opisywany był również jako człowiek-kameleon, który za pomocą niewielkich zmian fryzury czy zarostu był w stanie zmienić swój wygląd nie do poznania.
Wszystkie ofiary Bundy’ego były białymi kobietami, zazwyczaj pochodzącymi z klasy średniej. Większość miała od 15 do 25 lat i zazwyczaj były studentkami. A. Rule w swojej książce zauważa, że większość ofiar miała długie, brązowe, proste włosy z przedziałkiem na środku głowy, sugerując znaczne podobieństwo do „Stephanie Brooks”, która porzuciła Bundy’ego w 1968. Wspomnienia tamtych wydarzeń mogły wywrzeć wpływ na jego późniejsze zabójcze zachowania. W wywiadzie z 1980 Bundy zaprzeczył jednak temu, wyjaśniając, że jedynym kryterium wyboru ofiar był młody wiek i atrakcyjność fizyczna, a faktycznie jego ofiary różniły się znacznie.
Po zwabieniu kobiety do samochodu morderca uderzał ją w głowę łomem, który miał ukryty w pojeździe. Każda z odnalezionych czaszek (z wyjątkiem K. Leach) miała ślady obrażeń spowodowanych tępym narzędziem. Każde z odnalezionych ciał (z wyjątkiem K. Leach) nosiło ślady duszenia. Wiele z ofiar było przewożonych z miejsca uprowadzenia w odległe miejsca. W przypadku K. Parks było to około 400 km (z Oregonu do stanu Waszyngton). W okresie poprzedzającym szukanie ofiar Bundy pił alkohol, C. DaRonch zeznała, że wyczuwała jego woń w oddechu porywacza.
Agent Hagmaier wywnioskował, że popełniając pierwsze zbrodnie Bundy uważał siebie za początkującego i porywczego mordercę, a następnie wyewoluował do fazy, którą zwał pierwszorzędną lub drapieżną.
Podczas przesłuchań skazaniec przyznał się, że odciął za pomocą piłki do metalu głowy co najmniej dwunastu swoim ofiarom. Odcięte głowy L.A. Healy, S. Rancourt, K. Parks i B. Ball przechowywał przez jakiś czas w swoim mieszkaniu. Zeznał, że głowę D. Manson spalił w kominku u swojej dziewczyny. Niektóre czaszki znaleziono z wyłamanymi przednimi zębami. Wielokrotnie odwiedzał, porzucone w Taylor Mountain, ciała ofiar, leżał z nimi, nakładał makijaż na twarze i uprawiał z nimi seks (nekrofilia), aż do momentu kiedy uniemożliwił to rozkład zwłok.
Bundy przyznał również, że miał zwyczaj gromadzić pamiątki swoich zbrodni. Po aresztowaniu w 1975, policja Utah przeszukała mieszkanie Bundy’ego, lecz nie znalazła w nim zbioru zdjęć ofiar, które Bundy zniszczył po zwolnieniu za poręczeniem majątkowym. Jego dziewczyna Elizabeth pewnego razu znalazła w pokoju Bundy’ego torbę z kobiecymi ubraniami.

## Zdrowie psychiczne Bundy’ego
W grudniu 1987 psychiatra, doktor Dorothy Otnow Lewis, zajmująca się seryjnymi zabójcami, badała przez 7 godzin zdrowie psychiczne Bundy’ego. W jego wyniku zdiagnozowała zaburzenia afektywne dwubiegunowe oraz dokonywanie zbrodni przez Bundy’ego zazwyczaj w trakcie zaburzeń depresyjnych.

## Potwierdzone i zidentyfikowane ofiary
| Lp. | Nazwisko          | Wiek | Miejsce morderstwa | Stan       | Data morderstwa      | Data odnalezienia zwłok |
| --- | ----------------- | ---- | ------------------ | ---------- | -------------------- | ----------------------- |
| 1.  | Lynda Ann Healy   | 21   | Seattle            | Waszyngton | 1 lutego 1974        | 3 marca 1975            |
| 2.  | Donna Manson      | 19   | Olympia            | Waszyngton | 12 marca 1974        | Nie odnaleziono         |
| 3.  | Susan Rancourt    | 18   | Ellensburg         | Waszyngton | 17 kwietnia 1974     | 3 marca 1975            |
| 4.  | Roberta Parks     | 22   | Corvallis          | Oregon     | 6 maja 1974          | 3 marca 1975            |
| 5.  | Brenda Ball       | 22   | Burien             | Waszyngton | 1 czerwca 1974       | 1 marca 1975            |
| 6.  | Georgeann Hawkins | 18   | Seattle            | Waszyngton | 11 czerwca 1974      | Nie odnaleziono         |
| 7.  | Janice Ann Ott    | 23   | Issaquah           | Waszyngton | 14 lipca 1974        | 6 września 1974         |
| 8.  | Denise Naslund    | 19   | Issaquah           | Waszyngton | 14 lipca 1974        | 6 września 1974         |
| 9.  | Nancy Wilcox      | 16   | Holladay           | Utah       | 2 października 1974  | Nie odnaleziono         |
| 10. | Melissa Smith     | 17   | Midvale            | Utah       | 18 października 1974 | 27 października 1974    |
| 11. | Laura Aime        | 17   | Lehi               | Utah       | 30 października 1974 | 31 października 1974    |
| 12. | Debra Kent        | 17   | Bountiful          | Utah       | 8 listopada 1974     | Nie odnaleziono         |
| 13. | Caryn Campbell    | 23   | Snowmass           | Kolorado   | 12 stycznia 1975     | 15 lutego 1975          |
| 14. | Julie Cunningham  | 26   | Vail               | Kolorado   | 15 marca 1975        | Nie odnaleziono         |
| 15. | Denise Oliverson  | 25   | Grand Junction     | Kolorado   | 6 kwietnia 1975      | Nie odnaleziono         |
| 16. | Lynette Culver    | 13   | Pocatello          | Idaho      | 6 maja 1975          | Nie odnaleziono         |
| 17. | Susan Curtis      | 15   | Provo              | Utah       | 28 czerwca 1975      | Nie odnaleziono         |
| 18. | Margaret Bowman   | 21   | Tallahassee        | Floryda    | 15 stycznia 1978     | 15 stycznia 1978        |
| 19. | Lisa Levy         | 20   | Tallahassee        | Floryda    | 15 stycznia 1978     | 15 stycznia 1978        |
| 20. | Kimberly Leach    | 12   | Lake City          | Floryda    | 9 lutego 1978        | 7 kwietnia 1978         |

## Ted Bundy w kulturze popularnej

### Filmy
- 1986: Rozważny nieznajomy (The Deliberate Stranger, NBC), reż. Marvin J. Chomsky z Markiem Harmonem
- 2002: Ted Bundy (Bezlitosny morderca), reż. Matthew Bright z Michaelem Reilly Burke
- 2003: Obcy przyjaciel (The Stranger Beside Me, TV) na podstawie książki Ann Rule, reż. Paul Shapiro z Billym Campbellem
- 2004: Morderca znad Green River (The Riverman, A&E), reż. Bill Eagles z Caryem Elwesem
- 2008: Bundy: An American Icon (inny tytuł: Bundy A Legacy Of Evil), reż. Michael Feifer z Corinem Nemcem
- 2008: Zabójca znad Green River (The Capture of the Green River Killer, LMN), reż. Norma Bailey z Jamesem Marstersem
- 2019: Podły, okrutny, zły (Extremely Wicked, Shockingly Evil and Vile), reż. Joe Berlinger z Zakiem Efronem

### Książki
- Ann Rule: Ted Bundy. Bestia obok mnie. Kraków: Sine Qua Non, 2021-07-28. ISBN 978-83-8210-249-9.
- Stephen G. Michaud, Hugh Aynesworth: Ted Bundy: Conversations with a Killer. 2000. ISBN 978-1928704-17-1.
- Kevin M. Sullivan: The Bundy Murders: A Comprehensive History. McFarland and Company Inc., 2009. ISBN 978-0-786444-26-7.
- Stephen G. Michaud, Hugh Aynesworth: The Only Living Witness: The True Story of Serial Sex Killer Ted Bundy. Authorlink, 2012. ISBN 978-1928704119.
- Al Carlisle: Violent Mind: The 1976 Psychological Assessment of Ted Bundy. Genius Book Publishing, 2017. ISBN 978-0998297-37-8.
- Polly Nelson: Defending the Devil: My Story as Ted Bundy's Last Lawyer. Echo Point Books & Media, 2019. ISBN 978-1635617-91-7.
- Max Czornyj: Ted Bundy. Umysł mordercy.  Filia, 2024. ISBN 9788383572994.

### Piosenki
- „Ted, Just Admit It...” (1988) wyk. Jane’s Addiction z płyty Nothing’s Shocking
- „God Bless” (2005) wyk. Combichrist
- „Stay Wide Awake” (2009) wyk. Eminem z płyty Relapse
- „Old Sparky” (2012) wyk. Acid Drinkers z płyty La part du diable
- „Bundy’s DNA” (2012) wyk. Acid Drinkers z płyty La part du diable
- „Richard Bundy” (2015) wyk. Ted Nemeth
- "Lotta True Crime" (2020) wyk. Penelope Scott
- Travis Scott wspomina o nim w piosence "GOD'S COUNTRY" z albumu Utopia

### Telewizja
- 2006: Miasteczko South Park (South Park) – 11. odcinek 10. sezonu „Piekło na ziemi 2006” („Hell on Earth 2006”) pojawia się jako jedna z postaci drugoplanowych (głos podkłada Trey Parker)
- 2017: Ted Bundy: Devil In Disguise (dokumentalny)
- 2017: Ted Bundy: An American Monster (dokumentalny)
- 2019: Conversations with a Killer: The Ted Bundy Tapes (serial dokumentalny wydany przez Netflixa)